# Acer elegantulum
Acer elegantulum é uma espécie de árvore do gênero Acer, pertencente à família Aceraceae.